# Roberta Alma Anastase
Roberta Alma Anastase (ur. 27 marca 1976 w Ploeszti) – rumuńska polityk, w latach 2007–2008 posłanka do Parlamentu Europejskiego, przewodnicząca Izby Deputowanych w latach 2008–2012.

## Życiorys
W 1994 zdobyła tytuł „Miss Rumunii”.
Ukończyła w 1998 studia na wydziale socjologii Uniwersytetu w Bukareszcie, a w 2000 podyplomowe studia europejskie na wydziale nauk politycznych tej uczelni. Pracowała m.in. jako dyrektor firmy z branży PR, doradca ministra transportu i doradca parlamentarny.
W wieku 15 lat zaangażowała się w działalność Partii Demokratycznej. W 2003 została sekretarzem wykonawczym, a w 2006 przewodniczącą w okręgu Prahova. Od 2001 pełniła funkcję wiceprzewodniczącej Rumuńskiej Rady Młodzieży.
1 stycznia 2007 objęła mandat deputowanej do Parlamentu Europejskiego, utrzymała go także w wyborach powszechnych w tym samym roku. W PE zasiadała w grupie EPP-ED, Komisji Spraw Zagranicznych oraz Podkomisji Bezpieczeństwa i Obrony (jako jej wiceprzewodnicząca).
W wyborach krajowych w 2008 została wybrana do Izby Deputowanych z ramienia Partii Demokratyczno-Liberalnej (powstałej na bazie PD). Następnie powołano ją na przewodniczącą niższej izby rumuńskiego parlamentu, funkcję tę pełniła do 2012. W tym samym roku utrzymała mandat poselski. W 2016 ponownie wybrana do Izby Deputowanych (z ramienia PNL, do której przyłączyło się jej ugrupowanie). Również w 2020 z powodzeniem ubiegała się o poselską reelekcję.